# 고두메기섬
고두메기섬은 경기도 안산시 대부동에 있던 섬이다. 옛 터미섬 남쪽에 있었다.

## 지명 유래
이 섬이 위치한 곳이 물이 외골로 들어와 외골로 나가는 물목이라 하여 붙여졌다.